# Celastrus madagascariensis
Celastrus madagascariensis är en benvedsväxtart som beskrevs av Ludwig Eduard Theodor Loesener. Celastrus madagascariensis ingår i släktet Celastrus och familjen Celastraceae. Inga underarter finns listade.